# Constituição da Irlanda

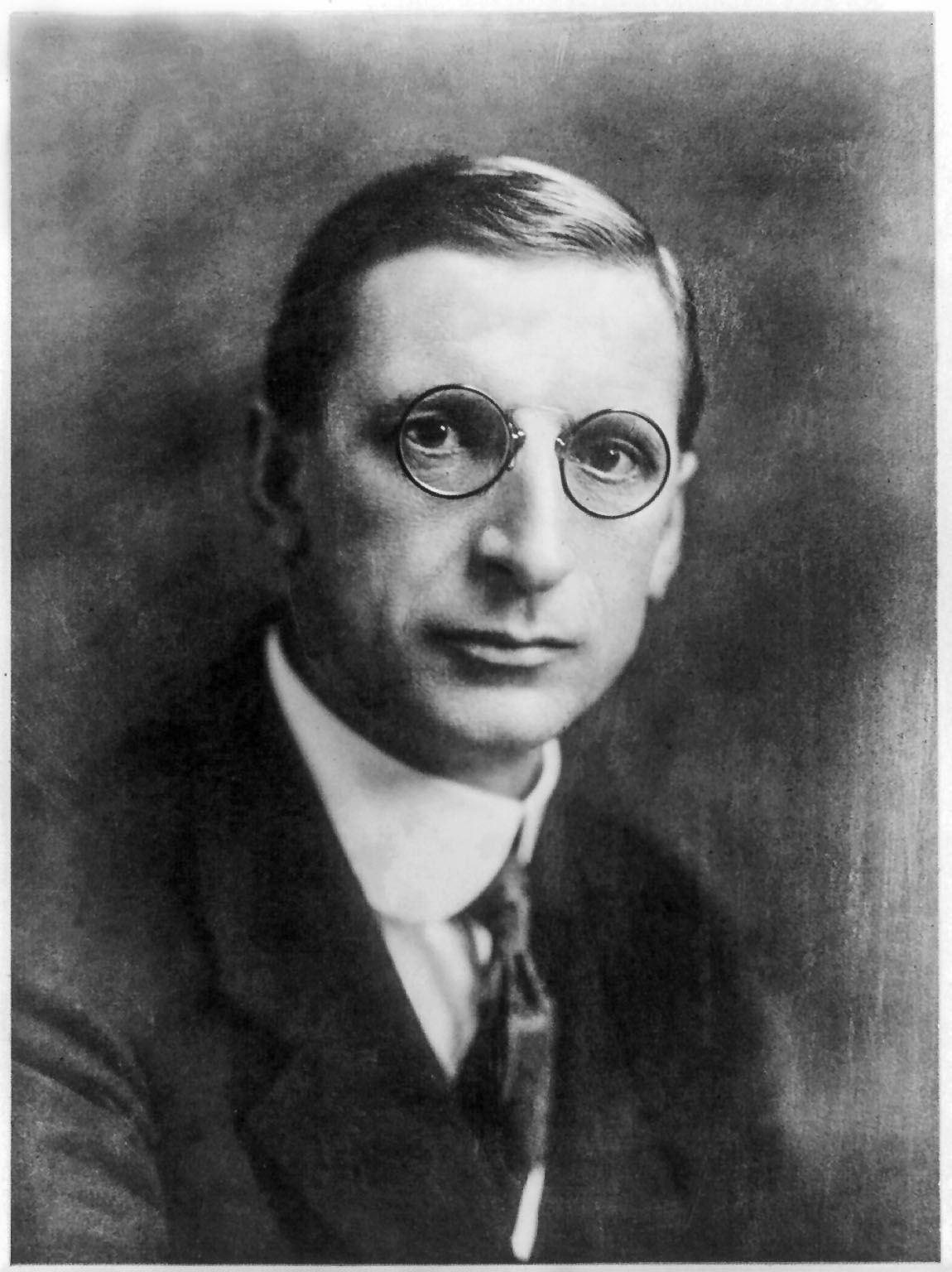
Um dos participantes da constituição Irlandesa

A Constituição da Irlanda (em irlandês: Bunreacht na hÉireann) é o documento legal fundador do Estado hoje conhecido como República da Irlanda. Esta constituição insere-se em grande parte dentro da tradição da democracia liberal. Ela estabelece um Estado independente baseado num sistema de democracia representativa e garante certos direitos fundamentais. A constituição foi adotada em 1937 por referendo, e somente pode ser emendada da mesma forma.